# Listă de scriitori togolezi
Aceasta este o listă de scriitori togolezi.

## A
- Jeannette D. Ahonsou
- David Ananou (1917–2000)
- Kangni Alem (* 1966)
- Gad Ami (* 1958)
- Edem Awumey (* 1975)

## C
- Felix Couchoro (1900–1968)

## D
- Richard Dogbeh
- Yves Emmanuel Dogbe

## E
- Kossi Efoui (* 1962)
- Emilie Anifranie Ehah
- Christiane Ekué (* 1954)

## K
- Alemdjrodo Kangni (* 1966)
- Kossi Komla-Ebri (* 1954)
- Pyabelo Chaold Kouly (* 1943)
- Tété-Michel Kpomassie (* 1941)

## T
- Sami Tchak

## Z
- Senouvo Agbota Zinsou (* 1946)